# Cotyledon papillaris
Cotyledon papillaris ist eine Pflanzenart aus der Gattung Cotyledon in der Familie der Dickblattgewächse (Crassulaceae).

## Beschreibung

### Vegetative Merkmale
Cotyledon papillaris wächst als verzweigter, zwergiger, niederliegend bis kriechend ausgebreiteter Zwergstrauch mit einer Wuchshöhe von bis zu 10 Zentimetern. Oft bilden die auf dem Boden aufliegenden Sprossachsen Wurzeln. Die gelblich grünen bis glauken Laubblätter sind bei einer Länge von 1,5 bis 6 Zentimetern sowie einer Breite von 0,4 bis 1,3 Zentimetern linealisch-lanzettlich bis verkehrt-lanzettlich, manchmal fast stielrund.

### Generative Merkmale
Der bis 10 bis 25 Zentimeter hohe Blütenstand besteht ist aus ein bis drei Dichasien. Der graugrüne Blütenstandsschaft hat an der Basis einen Durchmesser von 3 Millimetern. Der Blütenstiel ist etwa 5 Millimeter lang.
Die zwittrige Blüte ist radiärsymmetrisch mit doppelter Blütenhülle. Die Kelchblätter sind 3 bis 4 Millimeter lang. Die Blütenkrone ist etwa 15 Millimeter lang. Die gelblich-grüne Röhre ist etwa 7 Millimeter lang und etwa 4 Millimeter im Durchmesser und ist mit purpurnen Punkten besetzt. Die zurückgeschlagenen Kronzipfel sind 11 bis 12 Millimeter lang. Die Staubblätter ragen bis 14 Millimeter aus der Blütenkrone heraus. Die orangen Nektarschüppchen sind gerundet und 0,75 × 0,75 Millimeter groß.

## Vorkommen
Cotyledon papillaris ist in den südafrikanischen Provinzen Nordkap, Westkap und Ostkap in der Sukkulentenkaroo verbreitet.

## Taxonomie
Die Erstveröffentlichung von Cotyledon papillaris erfolgte 1782 durch Carl von Linné den Jüngeren Synonyme für Cotyledon papillaris L. f. sind Cotyledon gracilis Haw., Cotyledon acaulon Walther ex Steudel, Cotyledon meyeri Harvey, Cotyledon papillaris var. robusta Schönland & Baker f., Cotyledon glutinosa Schönland, Cotyledon glandulosa N.E.Br., Cotyledon muirii Schönland, Cotyledon jacobseniana von Poellnitz und Cotyledon pseudogracilis von Poellnitz.

## Nutzung
Es sind mehrere Cultivare bekannt (Auswahl):
- ‘Grey Mat’, an den niederliegenden bis kriechenden Trieben werden graugrüne, linealisch verkehrt lanzettliche Blätter ausgebildet, die 2,5 × 0,8 Zentimeter groß werden. Sie sind im oberen Drittel rötlich gerandet; stammt aus der Nähe von Zuurberg in der Provinz Ostkap
- ‘Strandfontein’, es werden kleine, gerundete Sträucher gebildet mit niederliegenden bis aufrechten Trieben.

## Nachweise